# Paroxismus
Paroxismus (Venus in Furs) è un film del 1969 diretto da Jesús Franco.

## Trama
Il trombettista Jimmy Logan trova in riva al mare il cadavere di una ragazza assassinata di nome Wanda Reed. Da quel momento Jimmy è ossessionato dal suo fantasma, di cui si innamora. Wanda troverà pace solo dopo aver ucciso i suoi quattro carnefici.

## Titolo
Film thriller soprannaturale che inizialmente doveva intitolarsi Black Venus. Il titolo definitivo, scelto dalla distribuzione statunitense, crea un falso rimando a Venere in pelliccia di Leopold von Sacher-Masoch.

## Produzione
Non è questa l'unica modifica operata dalla distribuzione statunitense: per sottolineare l'elemento onirico, numerose sequenze furono alterate cromaticamente, con l'aggiunta di effetti flou, e trasformate in slow-motion; circostanza di cui il regista si è lamentato nella video intervista inclusa nell'edizione DVD della Blue Underground. La versione italiana presenta le medesime scene nella forma originale, ma reca numerosi tagli e manipolazioni.